# 北サヴォ県

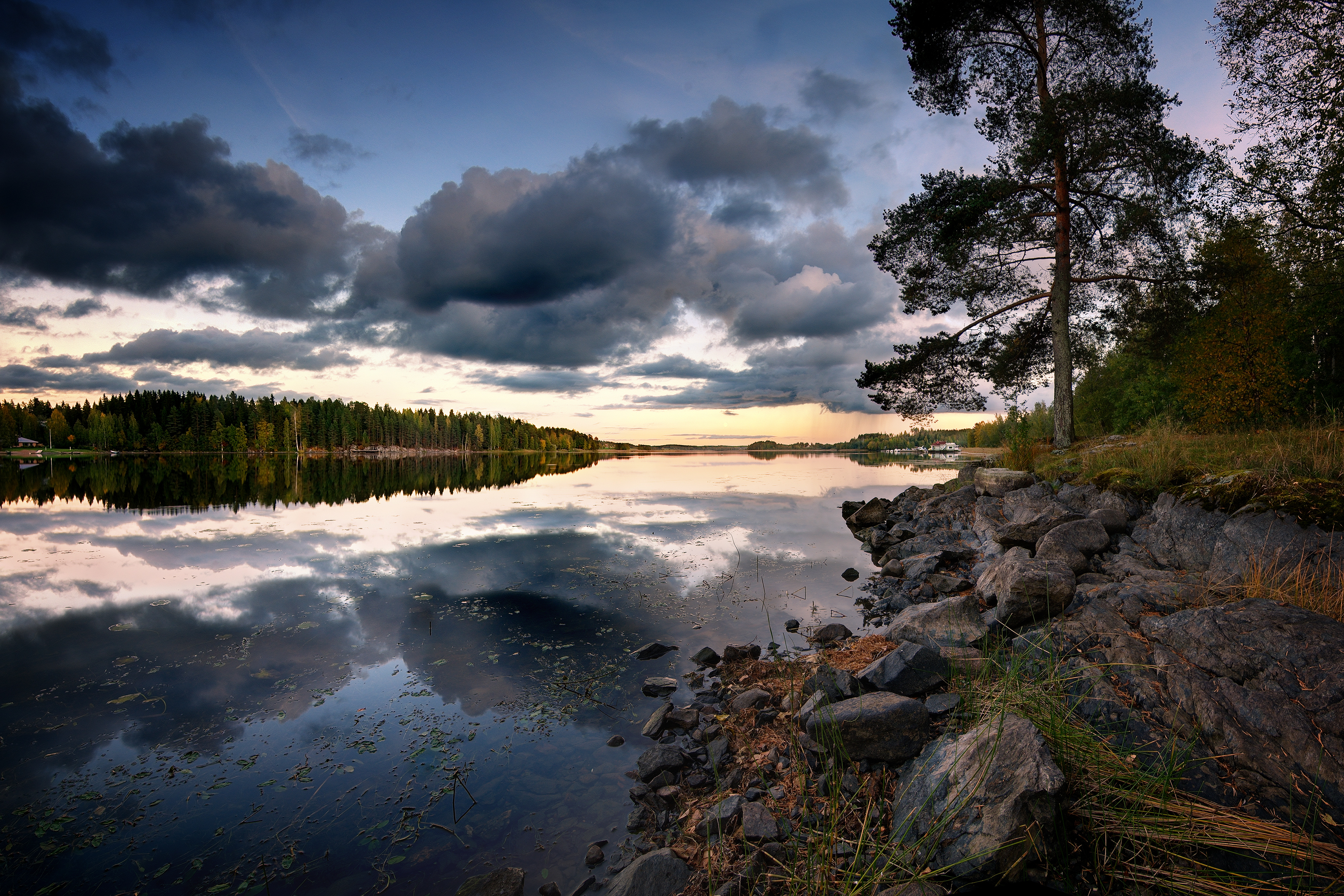
シーリンヤルヴィにて

北サヴォ県（きたサヴォけん、フィンランド語: Pohjois-Savo、スウェーデン語: Norra Savolax）は、フィンランドの行政区。
西に中央スオミ県、北西に北ポフヤンマー県、北東にカイヌー県、東に北カルヤラ県、南に南サヴォ県がある。フィンランド内陸の県。
伝統州であるサヴォの北部を占める。また県東部はカルヤラ、県西部はハメの各伝統州の州域である。
最大の町はクオピオ。面積は2万平方kmであり、人口は24万人。

## 高等教育
- 東フィンランド大学のクオピオキャンパスがあり、6000人の学生が学んでいる。
- サヴォニア応用科学大学がクオピオを中心にヴァルカウス、イーサルミにキャンパスを持ち、全体で6000人の学生が学んでいる。
- シベリウス音楽院のクオピオ校があり150人の学生が学んでいる。
- HUMAK University of Applied Sciencesのクオピオ校があり、100人の学生が学んでいる。

## 自治体
県下には、5個の郡があり、その下に19個の下位行政区を含む。
| 北東サヴォ郡: - ユアンコスキ(Juankoski) - カーヴィ(Kaavi) - ラウタヴァーラ(Rautavaara) - トゥースニエミ(Tuusniemi) クオピオ郡: - クオピオ(Kuopio) - シーリンヤルヴィ | 内サヴォ郡: - ラウタランピ(Rautalampi) - スオネンヨキ(Suonenjoki) - テルヴォ(Tervo) - ヴェサント(Vesanto) ヴァルカウス郡: - レッパヴィルタ(Leppävirta) - ヴァルカウス(Varkaus) | 上サヴォ郡: - イーサルミ(Iisalmi) - ケイテレ(Keitele) - キウルヴェシ(Kiuruvesi) - ラピンラハティ(Lapinlahti) - ピエラヴェシ(Pielavesi) - ソンカヤルヴィ(Sonkajärvi) - ヴィエレマ(Vieremä) |

## 政治
2011年のフィンランド総選挙の結果は以下のようになる。
- フィンランド中央党 25.4%
- 真のフィンランド人 20.8%
- フィンランド社会民主党 18.3%
- 国民連合党 16.4%
- 左翼同盟 8.4%
- 緑の同盟 5.5%
- キリスト教民主党 3.9%